# Joe Strawder
Joe Tom Strawder (Belle Glade, Florida; 21 de septiembre de 1940 - Detroit, Míchigan; 24 de agosto de 2005) fue un jugador de baloncesto estadounidense que disputó tres temporadas en la NBA, además de jugar en la EPBL. Con 2,08 metros de estatura, jugaba en la posición de pívot.

## Trayectoria deportiva

### Universidad
Jugó durante tres temporadas con los Braves de la Universidad de Bradley, en las que promedió 16,8 puntos y 11,1 rebotes por partido.

### Profesional
Fue elegido en la trigésimo sexta posición del Draft de la NBA de 1964 por Boston Celtics, pero tuvo que jugar una temporada en los Camden Bullets de la EPBL. Al año siguiente fue traspasado a Detroit Pistons, donde en su primera temporada, actuando como sexto hombre, fue el segundo mejor reboteador del equipo por detrás de Dave DeBusschere, captrurando 10,4 rebotes por partido, a los que añadió 8,6 puntos.
Jugó dos temporadas más con los Pistons, manteniendo una línea de regularidad, hasta retirarse al término de la temporada 1967-68, promediando en total 8,6 puntos y 9,9 rebotes por partido.

## Estadísticas de su carrera en la NBA

### Temporada regular
| Temporada | Edad | Equipo          | Liga | P   | TIT | MIN  | TC  | TCA | %TC  | 3P | 3PA | %3P | TL  | TLA | %TL  | R.OF. | R.DEF. | REB  | ASIS | ROB | TAP | PER | FP  | PTS |
| 1965-66   | 25   | Detroit Pistons | NBA  | 79  |     | 27.6 | 3.2 | 7.8 | .408 |    |     |     | 2.2 | 3.2 | .688 |       |        | 10.4 | 1.0  |     |     |     | 3.9 | 8.6 |
| 1966-67   | 26   | Detroit Pistons | NBA  | 79  |     | 27.3 | 3.6 | 8.4 | .426 |    |     |     | 2.4 | 3.3 | .718 |       |        | 10.0 | 1.0  |     |     |     | 4.4 | 9.5 |
| 1967-68   | 27   | Detroit Pistons | NBA  | 73  |     | 27.8 | 2.8 | 6.2 | .452 |    |     |     | 1.9 | 2.9 | .647 |       |        | 9.4  | 1.2  |     |     |     | 4.3 | 7.5 |
| Total     |      |                 | NBA  | 231 |     | 27.6 | 3.2 | 7.5 | .426 |    |     |     | 2.2 | 3.2 | .686 |       |        | 9.9  | 1.1  |     |     |     | 4.2 | 8.6 |

### Playoffs
| Temp.   | Edad | Equipo          | Liga | P | MIN | TCA | TC | 3PA | 3P | TLA | TL | R.OF. | REB | ASIS | ROB | TAP | PER | FP | PTS | %TC  | %3P | %FT  | MIN  | PTS | REB  | AST |
| 1967-68 | 27   | Detroit Pistons | NBA  | 6 | 177 | 14  | 42 |     |    | 14  | 22 |       | 65  | 9    |     |     |     | 27 | 42  | .333 |     | .636 | 29.5 | 7.0 | 10.8 | 1.5 |
| Total   |      |                 | NBA  | 6 | 177 | 14  | 42 |     |    | 14  | 22 |       | 65  | 9    |     |     |     | 27 | 42  | .333 |     | .636 | 29.5 | 7.0 | 10.8 | 1.5 |